# Legacy of the Dark Lands
Legacy of the Dark Lands es el álbum de estudio de la banda de power metal alemana Blind Guardian publicado bajo el nombre de "Blind Guardian Twilight Orchestra" el 8 de noviembre de 2019 a través de Nuclear Blast. El único miembro de la banda original en actuar en el disco es Hansi Kürsch en las voces, mientras que toda la instrumentación es llevada a cabo por la Orquesta Filarmónica de Praga.
Kürsch y André Olbrich trabajaron en el proyecto desde 1996; es un álbum conceptual ambientado en el siglo XVII durante los Guerra de los Treinta Años, y basado en el personaje de Solomon Kane creado por Robert E. Howard en 1928; en Legacy of the Dark Lands, la hija de Kane, Aenlin, está buscando el legado de su padre en el Imperio Habsburgo. Los acontecimientos narrados en el álbum sirven de secuela a la novela The Dark Lands escrita por Markus Heitz, y que fue publicada el 1 de marzo de 2019.

## Producción
Hansi Kürsch y André Olbrich concibieron la idea para un álbum orquestal en 1996, cuando Blind Guardian empezó a utilizar orquestaciones como parte de su música. Kürsch declaró: "Cuando empezamos a ponernos con ello, nunca habríamos pensado que nos llevaría tanto tiempo trabajar en él. Empezamos de forma bastante inocente y muy inconscientes de qué esperar – y de repente, el proyecto se convirtió en este monstruo enorme." Olbrich declaró: "Cuando me quedaba atascado al componer un disco de Blind Guardian, simplemente me ponía a trabajar en el proyecto orquestal, y me aclaraba la mente bastante rápido. Muchas de las cosas que aprendimos de este álbum fueron empleadas en los últimos discos de Blind Guardian. Una canción como "And Then There Was Silence", por ejemplo, nunca habría sido posible sin este proyecto."
Debido al reto de cantar con una orquesta en vez de con la formación habitual de la banda, Kürsch grabó tres versiones de cada canción en el álbum, yendo desde su canto tradicional en Blind Guardian a una aproximación más clásica; también probaba letras diferentes cada vez, para encontrar "qué palabras sonarían mejor" en cada versión.
La Orquesta Filarmónica de Praga tocó los instrumentos en el álbum. Los actores Norman Eshley y Douglas Fielding proporcionaron los interludios narrativos del álbum, la segunda vez que lo hacen tras Nightfall in Middle-Earth en 1998; Legacy of the Dark Lands fue un lanzamiento póstumo para Fielding, que murió el 29 de junio de 2019.
El escritor alemán Markus Heitz ayudó a desarrollar la historia para el álbum y también escribió la novela precuela a los acontecimientos del disco titulada "The Dark Lands" (Die Dunklen Lande), publicada el 1 de marzo de 2019. La novela, ambientada en 1629 durante la Guerra de los Treinta Años, sigue a un personaje llamado Aenlin Kane, que viaja a Hamburgo con su amiga persa Tahmina en busca del legado de su padre, Solomon Kane. Las dos son contratadas por la Compañía danesa de las Indias Occidentales y Guinea, liderada por un hombre llamado Nicolas,y deberán enfrentarse a diversos demonios que se aprovechan del conflicto bélico.

## Lista de canciones
Todas las canciones escritas y compuestas por André Olbrich y Hansi Kürsch. 
| N.º | Título                     | Duración |  |
| 1.  | «1618 Ouverture»           | 2:36     |  |
| 2.  | «The Gathering»            | 1:23     |  |
| 3.  | «War Feeds War»            | 5:06     |  |
| 4.  | «Comets and Prophecies»    | 1:13     |  |
| 5.  | «Dark Cloud's Rising»      | 5:12     |  |
| 6.  | «The Ritual»               | 0:53     |  |
| 7.  | «In the Underworld»        | 5:51     |  |
| 8.  | «A Secret Society»         | 0:26     |  |
| 9.  | «The Great Ordeal»         | 4:56     |  |
| 10. | «Bez»                      | 0:23     |  |
| 11. | «In the Red Dwarf's Tower» | 7:04     |  |
| 12. | «Into the Battle»          | 0:27     |  |
| 13. | «Treason»                  | 4:22     |  |
| 14. | «Between the Realms»       | 0:49     |  |
| 15. | «Point of No Return»       | 6:38     |  |
| 16. | «The White Horseman»       | 0:51     |  |
| 17. | «Nephilim»                 | 5:07     |  |
| 18. | «Trial and Coronation»     | 0:27     |  |
| 19. | «Harvester of Souls»       | 7:18     |  |
| 20. | «Conquest is Over»         | 1:22     |  |
| 21. | «This Storm»               | 4:48     |  |
| 22. | «The Great Assault»        | 0:28     |  |
| 23. | «Beyond the Wall»          | 7:08     |  |
| 24. | «A New Beginning»          | 0:48     |  |

## Formación
- Hansi Kürsch – Voces, producción
- Orquesta Filarmónica de Praga – orquesta[2]
- Norman Eshley – narración
- Douglas Fielding – narración[2]
- André Olbrich – producción
- Charlie Bauerfeind - producción, mezcla